# Alejandro Galán Pozo
Alejandro Galán Pozo más conocido como Álex Galán (nacido el 12 de septiembre de 1999, en Calamonte, Badajoz) es un jugador de baloncesto español, que ocupa la posición de ala-pívot. Actualmente milita en el Obradoiro CAB de la Liga LEB Oro.

## Biografía
Álex Galán fue reclutado por el Joventut de Badalona cuando solo tenía 13 años y militaba en el San Antonio Cáceres. Antes, jugaba en la Unión Baloncesto Almendralejo. Su buen papel en el Campeonato de España infantil despertó el interés del club verdinegro, que rápidamente se movió para hacerse con sus servicios.
Formado en las categorías inferiores del Joventut de Badalona, fue internacional con la selección española en las diferentes categorías de formación. Durante la temporada 2016-2017, jugaría algunos encuentros con el Club Bàsquet Prat en la Liga LEB Oro, procedente del equipo junior del Joventut de Badalona, realizando unos promedios de 9.3 minutos y 2.7 puntos por encuentro.
En verano de 2017, estuvo concentrado con la Sub-18 para preparar el Eurobasket de la categoría que celebró en Eslovaquia y donde la Selección se colgaría la medalla de plata. Sin embargo, fue uno de los descartes. Con apenas 18 años volvería a su tierra para jugar en las filas del Club Baloncesto Plasencia de la Liga LEB Plata. Durante la temporada 2017-2018 Álex Galán cuaja un buen papel en el engranaje del conjunto extremeño, donde promedió 9,6 puntos y 4,5 rebotes para un total de 9,5 de valoración. Jugó un total de 644 minutos, siendo el quinto jugador de su conjunto con más tiempo en juego.
En verano de 2018, se compromete con el HLA Alicante de LEB Plata y con el que lograría el ascenso a Liga LEB Oro al final de la temporada 2018-2019. Tras realizar una buena temporada y ser MVP de la final de Copa LEB Plata, el pívot de Calamonte renueva con el club alicantino para jugar en el Liga LEB Oro la temporada 2019-2020.
Tras su paso por el club alicantino, en julio de 2021 ficha por el RETAbet Bilbao Basket por una temporada.
El 31 de enero de 2022, renueva una temporada más por RETAbet Bilbao Basket y el jugador es cedido al HLA Alicante de la Liga LEB Oro, hasta el final de la temporada.
El 18 de julio de 2022, firma por el Club Basquet Coruña de la Liga LEB Oro.
El 4 de julio de 2024, firma por el Obradoiro CAB de la Liga LEB Oro.